# یوآن آرکوین
یوآن آرکوین (انگلیسی: Yoann Arquin؛ زادهٔ ۱۵ آوریل ۱۹۸۸) بازیکن فوتبال اهل فرانسه است که در پست مهاجم بازی می‌کند.
از باشگاه‌هایی که در آن بازی کرده‌است می‌توان به باشگاه فوتبال نانت، باشگاه فوتبال نانسی، باشگاه فوتبال سنت میرن، باشگاه فوتبال پاری سن ژرمن، باشگاه فوتبال هرفورد یونایتد، باشگاه فوتبال نوتس کانتی، و باشگاه فوتبال ستاره سرخ اشاره کرد.
وی همچنین در تیم ملی فوتبال مارتینیک بازی کرده‌است.